# Рихарєвець
Рихарєвець (словен. Riharjevec) — поселення в общині Шмартно-при-Літії, Осреднєсловенський регіон, Словенія. 
Висота над рівнем моря: 420,3 м.